# Магалевщина
Магале́вщина (бел. Магале́ўшчына) — деревня в составе Станьковского сельсовета Дзержинского района Минской области Беларуси. Деревня расположена в 12 километрах от Дзержинска, 40 километрах от Минска и 10 километрах от железнодорожной станции Койданово.

## История
Известна с конца XVIII века, как часть имения Станьково в Минском уезде Минского воеводства Великого княжества Литовского. После Второго раздела Речи Посполитой (1793) в составе Российской империи. В 1800 году — 2 двора, 8 жителей, собственность князя Д. Радзивилла. В 1815 году — владение графа Чапского, в 1858 году насчитывалось 19 жителей мужского пола.
В середине XIX—начале XX века деревня в Станьковской волости Минского уезда Минской губернии. В 1897 году — 12 дворов, 129 жителей, действовала церковь на кладбище и торговая лавка. В 1917 году — 26 дворов, 138 жителей. С 9 марта 1918 года в составе провозглашённой Белорусской Народной Республики, однако фактически находилась под контролем германской военной администрации. С 1 января 1919 года в составе Советской Социалистической Республики Белоруссия, а с 27 февраля того же года в составе Литовско-Белорусской ССР, летом 1919 года деревня была занята польскими войсками, после подписания рижского мира — в составе Белорусской ССР. С 20 августа 1924 года — деревня в Станьковском сельсовете Койдановского района Минского округа. С 29 июня 1932 года в Дзержинском районе, с 31 июля 1937 года — в Минском, с 4 февраля 1939 года вновь в Дзержинском районе, с 20 февраля 1938 года — в Минской области. В 1926 году — 36 дворов, 158 жителей. В годы коллективизации организован колхоз.
В Великую Отечественную войну с 28 июня 1941 года до 7 июля 1944 года под немецко-фашистской оккупацией. Во время войны на фронте погибли 8 жителей деревни. В 1960 году — 47 жителей, в 1991 году — 30 дворов, 72 жителя. Деревня входила в колхоз имени Ленина. В деревне работает продуктовый магазин (2009 год), находится в составе агрокомбината «Дзержинский».

## Население
| Численность населения (по годам) | Численность населения (по годам) | Численность населения (по годам) | Численность населения (по годам) | Численность населения (по годам) | Численность населения (по годам) | Численность населения (по годам) | Численность населения (по годам) |
| 1800                             | 1858                             | 1897                             | 1917                             | 1926                             | 1960                             | 1991                             | 1998                             |
| -------------------------------- | -------------------------------- | -------------------------------- | -------------------------------- | -------------------------------- | -------------------------------- | -------------------------------- | -------------------------------- |
| 8                                | ↗19                              | ↗129                             | ↗138                             | ↗158                             | ↘47                              | ↗72                              | ↗78                              |
| 1999                             | 2004                             | 2010                             | 2017                             | 2018                             | 2020                             |                                  |                                  |
| ↘75                              | ↘69                              | ↘59                              | ↗66                              | ↘64                              | ↗69                              |                                  |                                  |